# Hyacinthe Jadin
Hyacinthe Jadin (Versalles, 27 de abril de 1776-París, 27 de septiembre de 1800) fue un compositor y pianista francés. Pese a su corta vida (murió con 24 años), compuso una estimable cantidad de obras musicales de gran calidad por las que se le considera uno de los más originales compositores prerrománticos franceses (estuvo muy influido por el movimiento Sturm und Drang germánico). 

## La familia Jadin
Jadin nació en el seno de una familia de músicos belgas. Su padre, tocaba el fagot; su tío Jean Jadin, hermano de François, fue compositor y miembro de la capilla musical de los Habsburgo en Bruselas; otro tío suyo, Georges Jadin, también era fagotista; su propio hermano  Louis Emmanuel (1768-1853) llegó a ser un prolífico compositor, pianista y profesor de música.
En 1760 la familia Jadin se trasladó de Bruselas a Versalles, en cuya capilla real François y su tío George tocaron el fagot. En Versalles nació Hyacinthe dieciséis años después.

## Formación
Hyacinthe recibió sus primera instrucción musical de su propio padre. Luego, hasta 1790, recibió clases del clavecinista y pianista originario de Estrasburgo Nicolas-Joseph Hüllmandel (1756-1823), quien había sido alumno de Carl Philipp Emanuel Bach. Hüllmandel fue un reputado pedagogo musical y entre sus alumnos se contaron, entre otros, Onslow y Auber. La primera composición de Hyacinthe, con nueve años, fue un rondó para clave, publicado en el Journal de Clavecin en 1785.

## Carrera musical
La carrera musical de Jadin se desarrolló principalmente en París, especialmente en las veladas del Concert Spirituel, donde ya tocó uno de sus conciertos para piano en abril de 1789 con solo trece años. El Mercure de France elogió en sus páginas su intervención:

M. Jadin sur le piano forte a fait grand plaisir.

Se unió a su hermano en 1792 para trabajar como músicos en el Teatro de Monsieur (luego reconvertido en Teatro Feydeau). Ambos  hermanos se alistaron como músicos en la Guardia Nacional y participaron en los conciertos de 1794 organizados por el Instituto Nacional de Música, institución de la que posteriormente nacería el Conservatorio de París.
En 1794, Jadin publicó su primera colección de sonatas para violín y piano, que dedicó a su madre.
Jadin formó parte del profesorado del recién fundado Conservatorio de París como enseñante de piano para las damas, junto con otros tres profesores que consiguieron su plaza por oposición. Su hermano Louis también ingresará como profesor cuando se produjo una baja por defunción. 
Compuso una canción titulada Marcha del asedio de Lille (o el paso redoblado de los bordeseses), con letra de Pierre-Antoine-Augustin de Piis, para homenajear la resistencia de los habitantes de Lille contra las tropas del Sacro Imperio que asediaron la ciudad en 1792.
En la temporada de conciertos de 1796-1797 del Teatro Feydeau fue cuando, según David Charlton, Jadin recibió el reconocimiento del público. Enfermo de tuberculosis, quedó exento de la leva de marzo de 1800 para el ejército napoleónico. En abril su enfermedad se recrudeció y obtuvo un permiso del Conservatorio para quedar exento de sus clases. El 22 de septiembre de 1800 reapareció en público para tocar junto al violinista Pierre Rode. Pocos días después, el 27 de septiembre, murió con 24 años a causa de su enfermedad.

## Obras
Jadin compuso principalmente música instrumental: salvo una obra lírica perdida, un Himno a la Agricultura (para voz solista, coro e instrumentos de viento) y alguna pieza vocal (al menos veinticinco motetes), el resto de su catálogo consta de tres conciertos para piano, una obertura para orquesta de viento, doce cuartetos de cuerda, siete tríos y cuatro libros de sonatas (de los cuales, dos se han perdido), además de nueve sonatas sueltas y diversas piezas para piano. También transcribió para piano distintas obras de otros compositores, especialmente de Berton, Dalayrac, Méhul y Mozart. En vida de Jadin, solo se publicaron algunas de sus sonatas para piano en 1800, el mismo año en el que falleció.
En las composiciones de Jadin se dejan sentir influencias de Joseph Haydn (opus 1) y de Mozart (opus 2). Su estilo a veces recuerda el que caracterizará posteriormente a Franz Schubert: así sucede en su Sonata n.º 2, op. 4, en fa sostenido menor, la más bella que compuso, según Guy Sacre; o también en el Andante de la Sonata n.º 3 opus 5.
El musicólogo Hervé Audéon ha catalogado la obra completa de Hyacinthe Jadin y la ha editado con el Centro de Música Barroca de Versalles.